# 比拉勒·奥马尔汗
哈芝夏希比拉勒·奥马尔汗（普什图语，1954年2月3日—2009年12月4日），昵称比利，是一名巴基斯坦军官，军衔为少将。他在担任巴基斯坦陆军装甲兵参谋长时于2009年12月的拉瓦尔品第恐怖袭击案中遇难。他获得了杰出服务勋章。

## 早年
比拉勒·奥马尔汗1954年2月3日生于一个普什图人家庭。 包括比拉在内，家族培养了几名军事将领和板球运动员，包括前巴基斯坦总理伊姆兰·汗。

## 军事生涯
1973年，年仅19岁的他应征入伍，参加了巴基斯坦陆军第19骑兵团。
他曾任巴基斯坦第111步兵旅旅长并担任联合参谋本部部长。

## 遇袭身亡
2009年12月4日，他和其他朝拜者在一座清真寺祈祷，突然传来爆炸声和枪声。大多数人在撞击踩踏中死亡，另有少数人设法逃脱。比拉没有受伤，他穿上鞋子，抓住了其中一名恐怖分子，试图解除他的武装，这导致其他恐怖分子将注意力集中在比拉身上。他被一名恐怖分子近距离射杀。
他的儿子阿尔斯兰去清真寺找到了他，他说，“我看到我父亲躺在那里，手放在头上，好像他在一个很宁静的地方。”

## 个人生活
他是拉瓦尔品第马球初级俱乐部陆军和空军马球运动员的教练。前巴基斯坦空军参谋长沙菲克曾说过，在做完礼拜之后，比拉勒少将经常指导他们打马球，并教他们如何打得更好，如何赢得关键的比赛。他非常热爱这项运动，他的朋友和家人都知道他是一名出色的马球运动员和优秀的猎手。
比拉已婚，育有两子一女。他是前巴基斯坦总理伊姆兰·汗的堂弟。

## 纪念
清真寺旁边的一条巷道以他命名。
陆军马球俱乐部以他的名字命名了一项锦标赛：比拉勒·奥马尔·夏希少将锦标赛。